# Далгиу (Брашов)
Далгиу (рум. Dălghiu) насеље је у Румунији у округу Брашов у општини Вама Бузаулуј. Oпштина се налази на надморској висини од 905 m.

## Становништво
Према подацима из 2002. године у насељу је живело 155 становника, од којих су сви румунске националности.